# Coordinador especial de las Naciones Unidas para el Proceso de Paz de Oriente Medio
El coordinador especial de las Naciones Unidas para el Proceso de Paz de Oriente Medio, anteriormente conocido como Coordinador Especial de las Naciones Unidas (UNSCO), "representa al secretario general y dirige al sistema de las Naciones Unidas en todos los esfuerzos políticos y diplomáticos relacionados con el proceso de paz, incluido el Cuarteto de Madrid además de coordinar el trabajo humanitario y de desarrollo de las agencias y programas de la ONU en el territorio palestino ocupado, en apoyo de la Autoridad Palestina y el pueblo palestino ".
La figura fue establecida en junio de 1994 tras la firma de los Acuerdos de Oslo para facilitar el proceso de transición y "responder a las necesidades del pueblo palestino".
Lista de coordinadores especiales de las Naciones Unidas (para el proceso de paz de Oriente Medio)
- Robert Serry  Países Bajos (noviembre de 2007 - 5 de febrero de 2015)
- Nickolay Mladenov  Bulgaria (2015-2020)[3]
- Tor Wennesland  Noruega (2021-)[4]